# 649
Évszázadok: 6. század – 7. század – 8. század
Évtizedek: 590-es évek – 600-as évek – 610-es évek – 620-as évek – 630-as évek – 640-es évek – 650-es évek – 660-as évek – 670-es évek – 680-as évek – 690-es évek
Évek: 644 – 645 – 646 – 647 –  648 – 649 – 650 – 651 – 652 – 653 – 654

## Események

### Európa
- I. Theodorus pápa kiátkozza II. Paulosz konstantinápolyi pátriárkát annak monthelétista nézetei miatt. Válaszul Paulosz elűzi a pápa konstantinápolyi követét (apocrisiariusát). Theodorus zsinatot hív össze, hogy felszólítsák II. Kónsztasz császárt az Ektheszisz rendelet (amely a monothelétizmust tette a birodalom hivatalos vallásirányzatává) visszavonására, de a pápa még a gyűlés előtt meghal. Utóda, I. Martinus a törvénnyel szembeszegülve nem várja meg hivatalba lépésénél a császár jóváhagyását és a zsinaton elítéli a monothelétizmust, valamint Kónsztasz császár Tüposz rendeletét is, amellyel az megtiltotta a teológiai vitákat.
- Kónsztasz utasítja Olümpiasz ravennai exarkhónt, hogy fogja el a pápát és küldje Konstantinápolyba. Olümpiasz óvatosan közvetíteni akar, megpróbálja megnyerni a római lakosság és a püspökök támogatását és közben állítólag megpróbálja meggyilkoltatni a pápát.
- Chindaswinth vizigót király társuralkodóvá koronáztatja fiát, Recceswinthet.
- II. Chlodvig neustriai király feleségül veszi Balthildot, aki állítólag angolszász királyi családból származott, de rabszolgaként került Erchinoald neustriai majordomus házába.

### Rasidún Kalifátus
- Muávija ibn Abí Szufján szíriai kormányzó flottaépítési programba kezd, hogy megtörje a bizánci haditengerészet fölényét a Földközi-tenger keleti medencéjében.
- Muávija meghódítja Ciprust. Erődöt és mecsetet épít a szigeten, de ettől eltekintve a szigetlakók élete nem változik, csak az addig Konstantinápolynak fizetett adót ezentúl az arabok kapják.

### Kelet-Ázsia
- Taj-cung kínai császár követségbe küldi Vang Hszüan-cöt az Észak-Indiát uraló Harsa királyhoz. Megérkezésekor azonban kiderül, hogy Harsa már az előző évben meghalt és egy trónkövetelő megpróbálja elfogatni a követeket. Vang Tibetbe menekül, ahol tibeti és nepáli harcosokat toboroz, meglepetésszerű támadással elfogja a trónkövetelőt és nagy zsákmányt szerez, többek között egy értékes buddhista ereklyét.
- Az 51 éves Taj-cung császár megbetegszik és hamarosan meghal. Utóda 20 éves fia, Li Csi, aki a Kao-cung uralkodói nevet veszi fel.
- Meghal Szongcen Gampo, tibeti császár. Utóda fia, Gungszong Gungcen (más források szerint az ő fia – Szongcen unokája – Mangszong Mangcen)

### Japán
- Kótoku császár árulással vádolja Szoga no Kurajamada "jobb kéz felőli" minisztert, aki öngyilkosságot követ el, családját és rokonai egy részét kivégzik; ezzel véget ér a korábban domináns Szoga klán politikai szerepe. Utólag kiderül, hogy a minisztert hamisan vádolta meg féltestvére.

## Halálozások
- május 14. – I. Theodorus, pápa[1]
- július 10. – Tang Taj-cung, kínai császár
- Lépcsős Szent János, szír szerzetes, teológus
- Birinus, dorchesteri püspök
- Szongcen Gampo, tibeti császár

## Fordítás
- Ez a szócikk részben vagy egészben  a(z)   649 című angol Wikipédia-szócikk ezen változatának fordításán alapul.  Az eredeti cikk szerkesztőit annak laptörténete sorolja fel. Ez a jelzés csupán a megfogalmazás eredetét és a szerzői jogokat jelzi, nem szolgál a cikkben szereplő információk forrásmegjelöléseként.